# Bryhnia
Bryhnia là một chi rêu trong họ Brachytheciaceae.